# Isoperla hyblaea
Isoperla hyblaea is een steenvlieg uit de familie Perlodidae. De wetenschappelijke naam van de soort is voor het eerst geldig gepubliceerd in 1961 door Consiglio.